# Amphoe Khlong Hat
Amphoe Khlong Hat (Thai: อำเภอ คลองหาด) ist ein Landkreis (Amphoe – Verwaltungs-Distrikt) in der Provinz Sa Kaeo. Die Provinz Sa Kaeo liegt in der Ostregion von Thailand, wird aber verwaltungstechnisch zu Zentralthailand gezählt.

## Geographie
Amphoe Khlong Hat wird von folgenden Amphoe begrenzt (vom Süden im Uhrzeigersinn aus gesehen): Amphoe Soi Dao in der Provinz Chanthaburi sowie die Amphoe Wang Sombun, Wang Nam Yen, Watthana Nakhon und Aranyaprathet in der Provinz Sa Kaeo. Nach Osten liegt die Provinz Battambang von Kambodscha.

## Geschichte
Das Gebiet des heutigen Khlong Hat war früher ein Waldgebiet mit vielen Mahat-Bäumen (Thai: มะหาด, auch: „Lakuch-Bäume“ – Artocarpus lakoocha), die an den Ufern der Kanäle (Khlongs) standen. Als sich Siedler hier niederließen, nannten sie ihr Dorf Ban Khlong Mahat. Später wurde der Name auf Ban Khlong Hat verkürzt. Im Jahr 1984 kamen Flüchtlinge des Bürgerkriegs in Kambodscha, um sich in Khlong Hat niederzulassen. Da trennte am 15. Januar 1985 die thailändische Regierung die vier Tambon Khlong Hat, Thai Udom, Sap Makrut und Sai Diao vom Amphoe Watthana Nakhon ab, um daraus einen „Zweigkreis“ (King Amphoe) einzurichten.
Der „Zweigkreis“ wurde am 21. Mai 1990 zum Amphoe Khlong Hat heraufgestuft.

## Verwaltung

### Provinzverwaltung
Der Landkreis Khlong Hat ist in sieben Tambon („Unterbezirke“ oder „Gemeinden“) eingeteilt, die sich weiter in 71 Muban („Dörfer“) unterteilen.
| Nr. | Name              | Thai       | Muban | Einw. |
| --- | ----------------- | ---------- | ----- | ----- |
| 01. | Khlong Hat        | คลองหาด    | 13    | 9.724 |
| 02. | Thai Udom         | ไทยอุดม     | 09    | 4.587 |
| 03. | Sap Makrut        | ซับมะกรูด    | 11    | 5.363 |
| 04. | Sai Diao          | ไทรเดี่ยว    | 09    | 4.056 |
| 05. | Khlong Kai Thuean | คลองไก่เถื่อน | 11    | 6.032 |
| 06. | Benchakhon        | เบญจขร     | 10    | 4.268 |
| 07. | Sai Thong         | ไทรทอง     | 08    | 3.281 |

### Lokalverwaltung
Es gibt eine Kommune mit „Kleinstadt“-Status (Thesaban Tambon) im Landkreis:
- Khlong Hat (Thai: เทศบาลตำบลคลองหาด) bestehend aus dem kompletten Tambon Khlong Hat.

Außerdem gibt es sechs „Tambon-Verwaltungsorganisationen“ (องค์การบริหารส่วนตำบล – Tambon Administrative Organizations, TAO)
- Thai Udom (Thai: องค์การบริหารส่วนตำบลไทยอุดม) bestehend aus dem kompletten Tambon Thai Udom.
- Sap Makrut (Thai: องค์การบริหารส่วนตำบลซับมะกรูด) bestehend aus dem kompletten Tambon Sap Makrut.
- Sai Diao (Thai: องค์การบริหารส่วนตำบลไทรเดี่ยว) bestehend aus dem kompletten Tambon Sai Diao.
- Khlong Kai Thuean (Thai: องค์การบริหารส่วนตำบลคลองไก่เถื่อน) bestehend aus dem kompletten Tambon Khlong Kai Thuean.
- Benchakhon (Thai: องค์การบริหารส่วนตำบลเบญจขร) bestehend aus dem kompletten Tambon Benchakhon.
- Sai Thong (Thai: องค์การบริหารส่วนตำบลไทรทอง) bestehend aus dem kompletten Tambon Sai Thong.